# Claire Nouvian
Claire Nouvian (Bordéus, 19 de março de 1974) é uma activista ambiental francesa, jornalista, produtora de televisão, diretora de cinema e líder organizacional.
Nouvian nasceu em Bordéus. Depois de uma carreira de jornalista, ela finalmente envolveu-se na defesa na protecção do oceano e da vida marinha. Ela foi premiada com o Trophées Femmes en or em 2012. Ela também recebeu o Prémio Ambiental Goldman em 2018 e foi a segunda francesa a receber este prémio (depois da bióloga Christine Jean em 1992).